# ویلاماگنا، ولترا
ویلاماگنا (به ایتالیایی: Villamagna) یک منطقهٔ مسکونی در ایتالیا است که در ولترا واقع شده‌است. ویلاماگنا ۲۲۸ نفر جمعیت دارد و ۲۵۸ متر بالاتر از سطح دریا واقع شده‌است.